# 2-Mercaptoetanol
El 2-mercaptoetanol (también conocido como β-mercaptoetanol, BME, 2BME o β-met) es un compuesto químico con la  fórmula HOCH2CH2SH.  Es un híbrido entre el etilenglicol, HOCH2CH2OH, y el 1,2-etanoditiol, HSCH2CH2SH. El ME o βME, como comúnmente se abrevia, se emplea profusamente en el laboratorio para reducir los puentes disulfuro y puede actuar como antioxidante biológico, reciclando radicales hidroxilo (entre otros) Se emplea ampliamente debido a que el grupo hidroxilo le confiere buena solubilidad en agua, a la vez que disminuye la volatilidad. Debido a su reducida presión de vapor, su olor, aunque desagradable, es menos molesto que el de otros tioles relacionados.

## Preparación
El β-ME se puede preparar por la acción de sulfuro de hidrógeno sobre óxido de etileno:

## Reacciones
El 2-Mercaptoetanol reacciona con aldehídos y cetonas para dar los correspondientes oxatiolanos. Esto hace útil al 2-mercaptoetanol como grupo protector.

## Aplicaciones

### Desnaturalización de proteínas
Algunas proteínas pueden ser desnaturalizadas por el 2-mercaptoetanol por medio de su habilidad para separar puentes disulfuro:
cysS-Scys  +  2 HOCH2CH2SH   →   2 cysSH  +  HOCH2CH2S-SCH2CH2OH
Por medio de la ruptura de los puentes S-S, la estructura terciaria así como la estructura cuaternaria de algunas proteínas se pueden ver disruptas. Si una proteína consta de varias cadenas polipeptídicas distintas unidas mediante puentes disulfuro, la acción del 2-mercaptoetanol separará las cadenas polipeptídicas distintas. Por ello, el 2-mercaptoetanol se emplea profusamente para analizar el estado de oligomerización de las proteínas.
El 2-mercaptoetanol se puede reemplazar por ditiotreitol (DTT) o el menos oloroso tris(2-carboxietil)fosfina (TCEP) en aplicaciones biológicas.

### Desnaturalización de ribonucleasas
El 2-mercaptoetanol se emplea en algunos protocolos de aislamiento de RNA para eliminar ribonucleasas liberadas durante la lisis celular. Ello se debe a que las ribonucleasas son proteínas estabilizadas mediante numerosos puentes disulfuro. La acción del 2-mercaptoetanol desnaturaliza irreversiblemente estas moléculas, lo cual previene la digestión del RNA durante el procedimiento.

## Seguridad
El 2-mercaptoetanol se considera un veneno "severo", causando irritación en las vías nasales y el tracto respiratorio al ser inhalado, vómitos y dolor de estómago al ser ingerido, y absorción potencialmente fatal al entrar en contacto con la piel.